# 32217 Beverlyge
32217 Beverlyge este o planetă minoră (asteroid) din centura de asteroizi. A fost descoperită pe 23 iulie 2000 la Experimental Test Site⁠(d) de Lincoln Near-Earth Asteroid Research. 
Obiectul prezintă o orbită caracterizată de o semiaxă mare de 2,6307091 UAi, o excentricitate de 0,15, o înclinație de 1,84364 ° în raport cu ecliptica.